# 金元訓
金元訓（?—?），统一新罗时期宗室、大臣，新罗第37任国王宣德王金良相的祖父，新罗第17任国王奈勿王八世孫。
聖德王元年（702年）九月，聖德王以阿湌金元訓爲中侍。聖德王二年（703年）七月, 靈廟寺災，京城大水，溺死者很多。中侍金元訓退位，阿湌金元文爲中侍。惠恭王十六年（780年），聖德王的孙子惠恭王被杀，金元訓的金良相即位为即位宣德王，追封父亲金孝芳爲開聖大王，没有追尊祖父为王。